# Король Ярослава Антонівна
У Вікіпедії є статті про інших людей з прізвищем Король

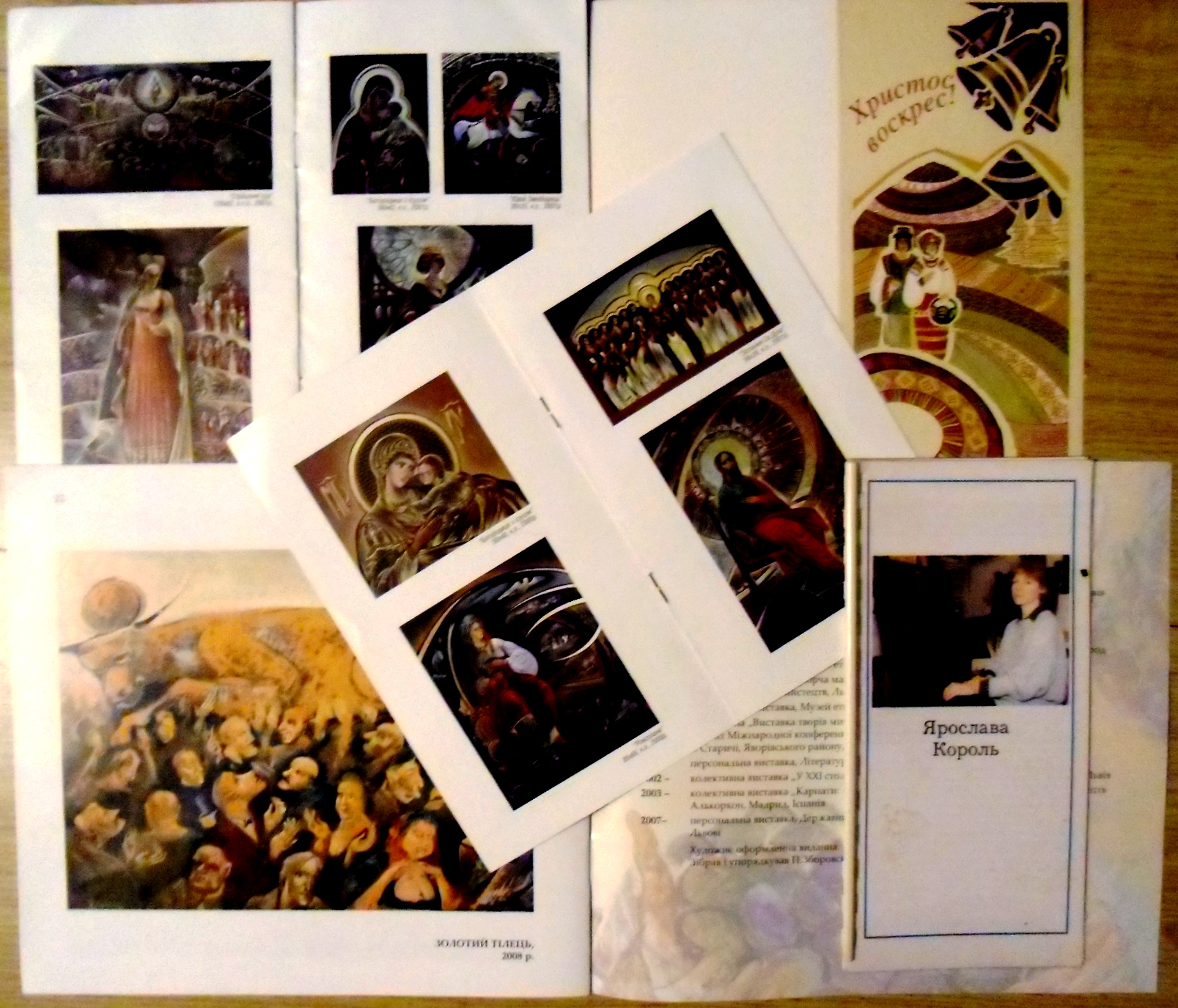
Творчі досягнення Львівської художниці Ярослави Король (Косар)

Яросла́ва Анто́нівна Коро́ль (англ. Jarosláva Koról) (нар. 25 червня1954, Плав'є — пом. 10 липня 2009, Львів) — львівська художниця.

## Біографія
Народилася у карпатському селі Плав'є на Львівщині у священницькій родині о. Антона та Марії Косарів. 
Після закінчення Львівської середньої школи із золотою медаллю з 1972 по 1977 рр. навчалася на кафедрі художньої кераміки факультету прикладного і декоративного мистецтва Львівського державного інституту декоративного та прикладного мистецтва. Із 1977 р. жила і працювала художником-оформлювачем на Львівському художньо-оформлювальному комбінаті. З кінця 80-х років XX-го ст. започаткувала цікавий період пошуку творчої ідентичності: творила у сфері релігійного й історичного малярства, створювала символіко-алегоричні композиції, в основі яких - уважне спостереження і художнє осмислення буття, що є недоступними для раціонального осмислення .
Спостереження та вдивляння в життя дозволило митцю дійти висновків про те, що за звичною повсякденністю ховається вічна таємниця, багато що насправді виявляється зовсім іншим, ніж здається на перший погляд. Підкорюючись грі випадку та волі невидимого оператора, людина, частка потоку життя, навіть не може добре зрозуміти, що таке реальність, що сон, що марення, що дійсність, що життя, що смерть. Тільки художній експеримент та уважне спостереження, роздивляння усього, що існує в світі, може трохи розкрити вічну таємницю.
Померла після тривалої хвороби 10 липня 2009 р. у Львові.

## Творчий доробок
Складний світ релігійно-філософських образів втілила в своїх картинах львівська художниця Ярослава Король. Широта її творчих інтересів вражаюча: вона пише не тільки ікони, але й картини на історичні і літературні теми.
Художниця була учасницею багатьох виставок. Вперше вона експонувала свої твори на колективній виставці "Львівська весна — 93", що відбувалася в Національному музеї у Львові, Львівській картинній галереї, Музеї етнографії та художніх промислів ІН НАН України у Львові. Перша персональна виставка відкрилася у 1996 році у Самборі у музеї "Бойківщина". Її твори експонувалися в Ужгородському музеї архітектури і побуту, в музеї етнографії та художніх промислів ІН НАН України у Львові, у Літературно-меморіальному музеї-квартирі П.Тичини у Києві, у Муніципальному центрі мистецтв Алькоркон у Мадриді та інших музеях України та Європи.
Ярослава Король — художниця, схильна у своїй творчій самореалізації до філософствування. Але це філософствування не абстрактне а інтелектуалізоване, закодоване на полотні в хитросплетінні різноманітних знаків і символів. У неї це скоріше любов до мудрості і прагнення до неї, прояв особистого і духовного досвіду, "вбраного" в оригінальну художню форму.
Одвічні проблеми добра і зла, краси і потворності, величного і комічного, правдивого і лукавого втілені в художніх творах Я.Король, таких як "Страшний суд" (1995), "Страсті Христові" (1995), "По Твою милость" (1996), "Нерукотворний образ" (1996), "Христос учитель з Апостолами" (1996), "Оплакування" (1996), "На милосердіє Твоє все упованіє моє" (1996), "Богородиця на троні" (1996), "Неопалима купина" (1996), "Зшестя в ад" (1996), "Архангел Михаїл з діяннями" (1997), "Укріпи мене в цей день..." (1997 р.), “Спас в силах” (2000 р.), “Пора чорних слив” (2004 р.), “Небесна колісниця” (2005 р.), “Грації” (2007 р.), "Ранковий туман" (2007 р.), “Сон Ерінії” (2007 р.), “Щасливої дороги” (2008 р.), “Сон про Париж” (2008 р.), “Скульптури Львова” (2008 р.), “Святий Миколай” (2009 р.), “Трипільський мотив” (2009 р.) і багато-багато інших.
Найкращі з експонованих творів зберігаються у музеях, приватних збірках та церквах України, Італії, Великої Британії, Франції, Канади.

## Участь у виставках
1992 - мистецька виставка "Ікона на склі", Монастир студитів, Львів,
1993 – колективна виставка “Львівська весна-93”, Національний музей у Львові, Львівська картинна галерея, Музей етнографії та художніх промислів ІН НАН України, Львів,
1995 – колективна виставка  "Великдень" з циклу "Мистецтво Франкового краю", Львівський  літературно-меморіальний музей Івана Франка, Львів,
1996 – персональна виставка, музей “Бойківщина”, Самбір,
1996 - мистецька виставка "Жінка в історії", Міжнародний фонд «Відродження»,
1997 – персональна виставка, Ужгородський музей народної архітектури та побуту, Ужгород,
1997 – персональна виставка, Музей етнографії та художніх промислів ІН НАН України, Львів,
1998 – колективна виставка “Творча майстерня ‘98”, Міжнародний фонд “Відродження”, Львівська академія мистецтв, Львів,
2000 – персональна виставка, Музей етнографії та художніх промислів ІН НАН України, Львів,
2000 – колективна “Виставка творів мистецтва: вітраж, малярство, гутне скло, кераміка” у рамках Міжнародної конференції “Розточанський збір – 2000”, с. Старичі,  Яворівського району Львівської області,
2000 – персональна виставка, Літературно-меморіальний музей-квартира П.Тичини, Київ,
2002 – колективна виставка “У XXI століття – з мистецтвом”, Львівський палац мистецтв, Львів,
2003 – колективна виставка “Карпати: легенди нашої землі”, Муніципальний центр мистецтв  Алькоркон у Мадриді, Іспанія,
2007 – персональна виставка, Державний меморіальний музей Михайла Грушевського у Львові.